# Dreiradenmühle
Die Dreiradenmühle war eine von drei großen Getreidemühlen der Stadt Görlitz, diente aber auch den Gerbern als Walkmühle. Die noch existierenden Gebäudeteile gehören seit der Abtrennung der östlichen Neißegebiete nach dem Zweiten Weltkrieg zur polnischen Stadt Zgorzelec.

## Name
Der Name der Mühle rührte aus dem Mühlenantrieb her. Dieser geschah über drei Wasserräder (Raden), die durch das am Wehr aufgestaute Wasser angetrieben wurden.

## Lage
Die Dreiradenmühle war eine Wassermühle an dem heutigen deutsch-polnischen Grenzfluss – der Lausitzer Neiße. Sie befindet sich an deren Ostufer unterhalb des Töpferbergs der ehemaligen Görlitzer Ostvorstadt. Ihr gegenüber auf der deutschen Uferseite befindet sich die Vierradenmühle. Das Neißewehr zwischen der Drei- und Vierradenmühlen, über das heute die Neiße hinwegfließt, staute früher das Wasser des Flusses für die beiden Mühlen.

## Geschichte
1273 wird die Mühle das erste Mal im Kurbuch Scultetus erwähnt. In diesem Buch wird erwähnt, dass Seyfried und Walter zu Görlitz die „Mühle zu den Dreiraden“ an das Hospital zum Heiligen Geist übergeben. In älteren Stadtchroniken taucht deshalb auch der Name Spitalmühle, aber auch Kleppelsmühle auf. Das Hospital gab wahrscheinlich schon sehr früh an einzelne Personen in Erbpacht aus. In die Reihe der bekannten frühzeitlichen Besitzer reihen sich unter anderem auch Anteilseigner an der Vierradenmühle ein, so z. B.: Hans Hayn und Claus Heller um 1400. 1595 verkauft das Hospital die sogenannte „alte Mühlenstube“, einen Winkel an der Mühle an die Weißgerber. Die Gerber waren bereits seit 1570 Pächter. Die Gerber sollten bis 1914 hier ihre Mühle und Fabrik betreiben. Seit 1820 stieß an die Mühle noch eine Tuchfabrik an. Am 12. Oktober 1826 erwarb der Kaufmann und Senator Karl Gottlob Bauer die Mühle. Seine zwei Töchter als Erbinnen und ihre jeweiligen Gatten besaßen nun die Dreiradenmühle und die nördlich anstoßende Nudelfabrik.
Die Mühle wurde oft neu- bzw. umgebaut, dazu zwangen unter anderem die Belagerung 1641, die große Schäden hinterließ, und die zahlreichen Hochwasser. So riss beispielsweise das Hochwasser 1562 die Mühle nieder. 1583 geschah ein vollständiger Neubau. Auch das Hochwasser vom 1. August 1595 zerstörte die Mühle schwer, so dass sie im gleichen Jahr wieder aufgebaut werden musste. Die letzte schwere Zerstörung erfuhr die Mühle beim Brand am 18./19. Mai 1925. Sie brannte komplett ab, der damalige Besitzer Paul Welzel ließ sie wieder aufbauen.
1938 wurde neben der Mühle an der Altstadtbrücke ein Getreidesilo errichtet. Der 34 m hohe, turmartige Bau ist bis heute erhalten geblieben und gilt als eines der Wahrzeichen der Stadt Zgorzelec. Ein Großteil der ehemaligen Mühlengebäude nördlich des Speichers sind heute nicht mehr erhalten.

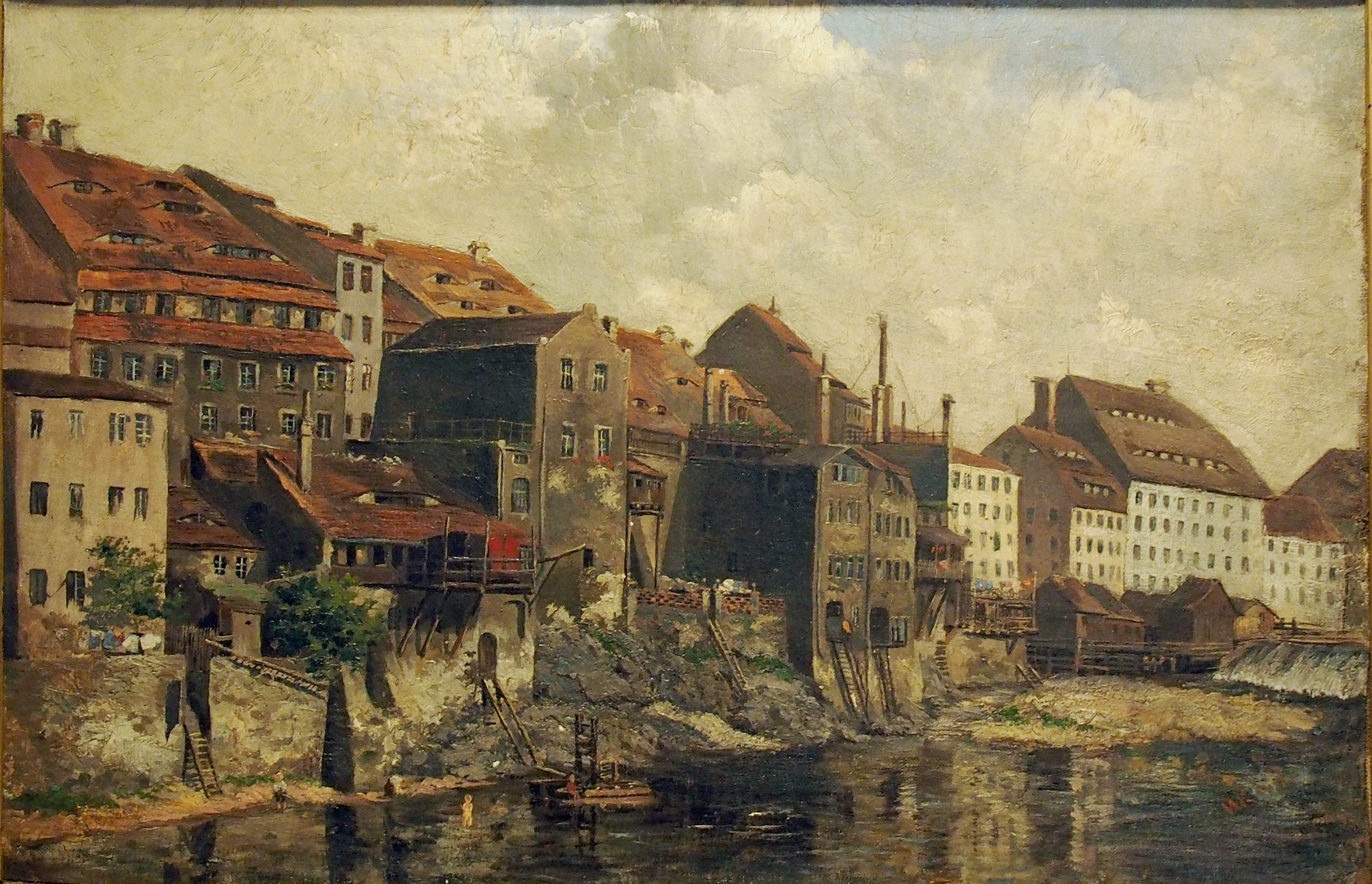
Die Dreiradenmühle um 1890/1900
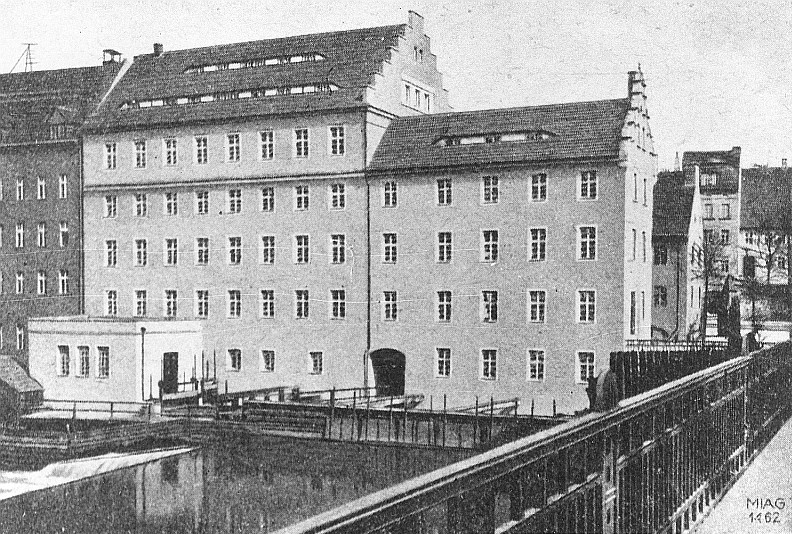
Die Dreiradenmühle im Jahr 1927
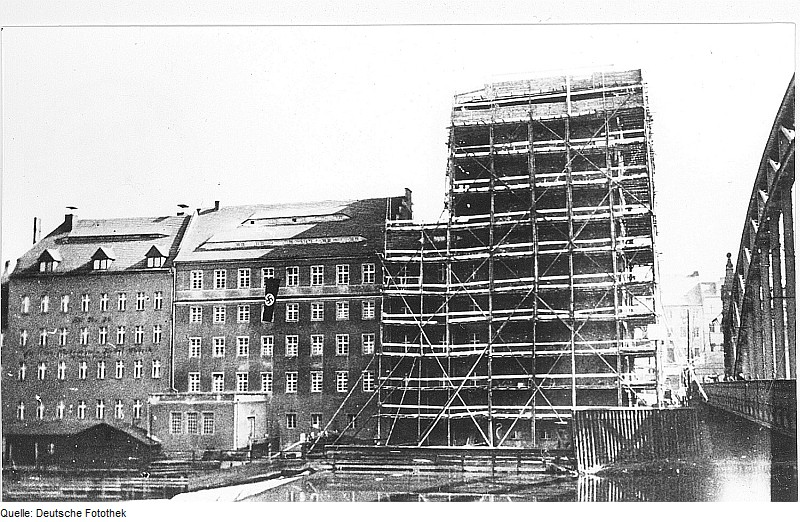
Bau des Getreidesilos 1938

## Heute

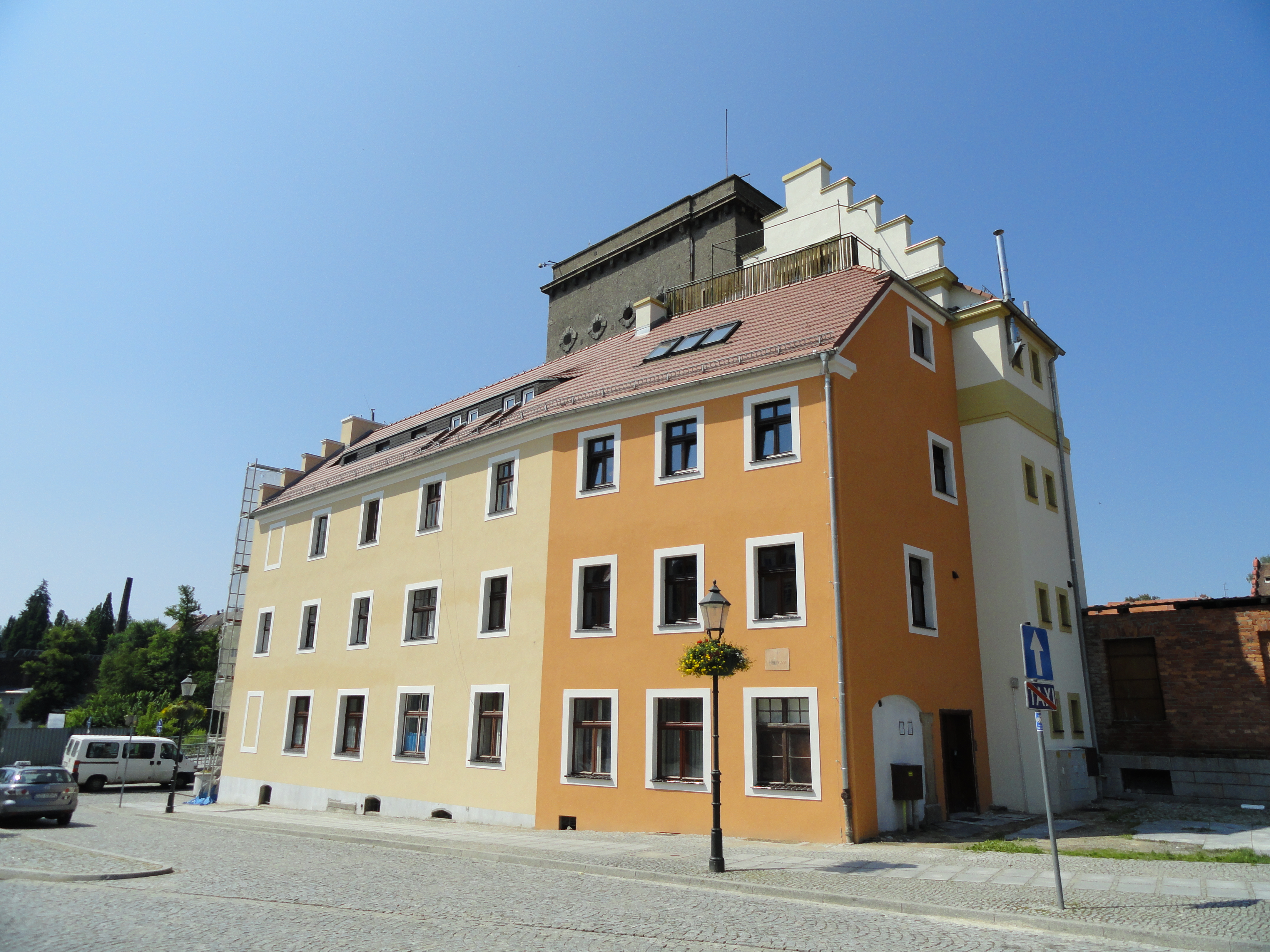
Sanierte Gebäude an der ulica Wrocławska

Seit 1998 schmückt die westliche und südliche Seite auf dem Speicher ein Mosaikgesicht (WAZE) der Künstler Vahan Bego und Michał Bulak. Es war ein Projekt der Euroopera. Östlich des Speichers ist in dem Mühlengebäude an der ulica Wrocławska eine Gaststätte untergebracht, die eine Terrasse im Innenhof der Mühle und an der Neiße hat. Unregelmäßig kann der Dreiradenspeicher bestiegen werden, von dem man einen guten Blick in Richtung der Görlitzer Altstadt hat. Im Jahr 2012 wurden die Gebäude an der ulica Wrocławska und der nördliche Anbau an das ehemalige Getreidesilo saniert.